# Panjunan (Pati)
Panjunan is een bestuurslaag in het regentschap Pati van de provincie Midden-Java, Indonesië. Panjunan telt 3486 inwoners (volkstelling 2010).